# Nowhere Boy
Nowhere Boy (bra: O Garoto de Liverpool; prt: Nowhere Boy) é um filme canado-britânico de 2009, do gênero drama biográfico-musical, dirigido por Sam Taylor Wood, com roteiro de Matt Greenhalgh baseado no livro de memórias Imagine This: Growing Up With My Brother John Lennon, de Julia Baird.
A trama retrata a juventude de John Lennon, um adolescente solitário, abandonado pela mãe (Julia Lennon) e criado por uma tia autoritária (Mimi Smith). A amizade com Paul McCartney torna-se seu ponto de equilíbrio.

## Elenco
- Aaron Johnson - John Lennon
- Thomas Sangster - Paul McCartney
- Sam Bell - George Harrison
- Kristin Scott Thomas - Mimi Smith
- Anne-Marie Duff - Julia Lennon
- Colin Tierney - Alfred Lennon
- Angelica Jopling - Julia Baird
- David Morrissey - Bobby Dykins
- Ophelia Lovibond - Maria Kennendy
- Josh Bolt - Peter Shotton
- Andrew Buchan - Michael Fishwick
- Calum O'Toole - Teddy Boy
- Jack McElhone - Eric Griffiths
- Christian Bird - Jimmy Tarbuck
- Ellie Jeffreys - Teddy Girl
- Les Loveday - Teddy
- David Threlfall - George Toogood Smith
- James Jack Bentham - Rod Davis
- James Michael Johnson - Stan Parkes